# Gostingen (Luxemburg)
Gostingen (Luxemburgs: Gouschteng) is een plaats in de gemeente Flaxweiler en het kanton Grevenmacher in Luxemburg.

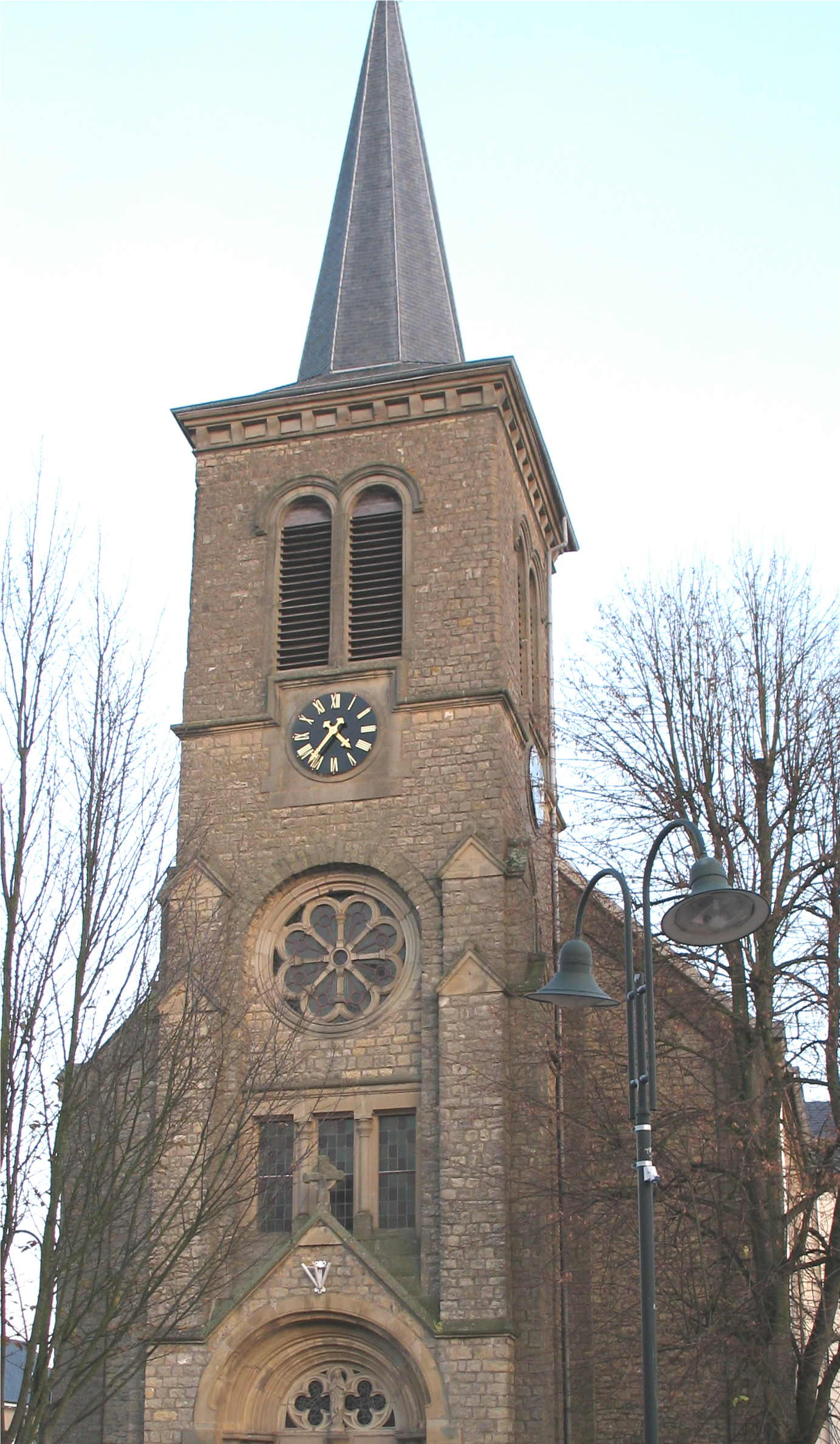
Kerk van Gostingen

Gostingen telt 323 inwoners (2001).